# Wij zijn de beste!
Wij zijn de beste! was een Nederlands televisieprogramma op NPO Zapp, gepresenteerd door Kim-Lian van der Meij. Het programma werd elke zaterdagavond uitgezonden op NPO 3.
In Wij zijn de beste! strijdt een team van zes jongens die elkaar goed kennen tegen een dergelijk team met meisjes. Er zijn zes doe- en kennisrondes, zodat het er niet alleen toe doet wie de slimste is, maar ook wie de snelste en de beste is. Opdrachten onder stress uitvoeren, quizvragen over sport, entertainment, actualiteit en muziek. Na elke ronde moet een jongen of een meisje weg uit de show, en dat gebeurt langs de Wij zijn de beste!-schietstoel.
Er is ook een rekenband waar o.a Levi van Kempen, Liza Sips, Klaas van Kruistum, Anouk Maas, Monique Smit en Tim Douwsma deel van uitmaken.

## Afleveringen
| Aflevering          | Teams                                       | Kennen elkaar van...    | Woonplaats          | Winst | Presentatie |
| ------------------- | ------------------------------------------- | ----------------------- | ------------------- | ----- | ----------- |
| 1 (11 januari 2014) | Mickey, Quinten, Chris, Pepijn, Thom, Max   | School, tennis, honkbal | Huizen              |       | Kim-Lian    |
| 1 (11 januari 2014) | Levi, Serena, Danique, Melissa, Sarah, Noah | School, Koninginnedag   | Huizen              | -     | Kim-Lian    |
| 2 (18 januari 2014) | Bob, Cédric, Danny, Niek, Joël, Damien      | Voetbal                 | Hilversum           | -     | Kim-Lian    |
| 2 (18 januari 2014) | Laurien, Merle, Nina, Loran, Floor, Pleun   | Basisschool             | Beverwijk Heemskerk |       | Kim-Lian    |
| 3 (25 januari 2014) | Gijs, Martijn, Wessel, Tim, Jerrel, Nick    | School                  | Westland            |       | Kim-Lian    |
| 3 (25 januari 2014) | Julia, Silke, Sanne, Anouck, Fleur, Britta  | Voetbal                 | Vinkel              | -     | Kim-Lian    |
| 4 (1 februari 2014) | Nesta, Storm, Silvan, Joey, Derman, Mike    | Rugby                   | Haarlem             | -     | Kim-Lian    |
| 4 (1 februari 2014) | Roos, Holly, Puck, Tess, Milou, Donna       | School, hockey, voetbal | Delft               |       | Kim-Lian    |